# Sindicats d'Angola
Abans de 1975, mentre era sota el domini portuguès, els sindicats d'Angola existien com a sindicats ocupacionals, operadors de serveis socials, però prohibits per la negociació col·lectiva i l'acció de vaga. Els sindicats africans independents eren il·legals, però existien alguns sindicats clandestins o exiliats, i estaven implicats en la lluita per la independència d'Angola, com la Lliga General dels Treballadors d'Angola (LGTA), vinculada al Front Nacional d'Alliberament d'Angola, així com el sindicat catòlic Confederació General dels Treballadors d'Angola (CGTA), la Federació Nacional dels Treballadors d'Angola (FNTA) i la Unió General dels Treballadors d'Angola (UGTA). En 1973 LGTA i CGTA s'unificaren per formar la Central Sindical Angolana.
Quan el Moviment Popular per a l'Alliberament d'Angola (MPLA) va arribar al poder el 1975, la Unió Nacional dels Treballadors Angolesos (UNTA) es va convertir en l'única central sindical nacional, desplaçant la Unió General dels Treballadors d'Angola, vinculada a UNITA, succeïda posteriorment pel Sindicato Angolano dos Camponeses e Operários (SINDACO). Amb l'arribada del multipartidisme també es va consagrar la pluralitat sindical en l'article 33 de la Constitució d'Angola. Posteriorment aparegueren els sindicats independents Central General de Sindicats Independents i Lliures d'Angola (CGSILA), presidit pel periodista Avelino Miguel, i Força Sindical Angolesa (FSA).
L'afiliació sindical a Angola està limitada tant per la petita economia formal com per l'alta taxa d'atur del sector. El govern d'Angola és el major empresari del país i els salaris dins del govern s'estableixen anualment, amb consulta dels sindicats, però sense negociacions directes.